# Alberto Testa (dansator)
Alberto Testa (n. 23 decembrie 1922, Torino, Italia – d. 4 octombrie 2019, Torino, Italia) a fost un dansator, coregraf, critic de dans și profesor italian.

## Biografie
Câștigător în 1942 al Concursului de Teatru Universitar cu un singur act, a absolvit în același an licența în litere la Universitatea din Torino cu o disertație referitoare la dans. A studiat dansul clasic la Torino cu Grazioso Cecchetti, fiul lui Enrico Cecchetti, perfecționându-se cu Susanna Egri. A dansat în unele dintre cele mai importante teatre italiene și străine, sub îndrumarea unor mari maeștri precum Leonide Massine, Margarete Wallmann și Aurel Milloss, participând la numeroase festivaluri, precum Maggio Musicale Fiorentino, Sagra Musicale Umbra, Festivalul de la Salzburg etc.
Activ mai ales în calitate de coregraf între 1965 și 1987, a realizat partea de balet pentru mai multe spectacole de operă, printre care Ioana d'Arc pe rug (1960), Dama de pică (1963), Turandot (1984), Traviata (1984), Tannhäuser (1985) etc., dar și pentru spectacolele de teatru, unde, la Festivalul de la Todi, s-a îngrijit de traducerea, adaptarea și punerea în scenă a spectacolului La città che ha per principe un ragazzo de Henry de Montherlant, precum și a spectacolului Omaggio a Thornton Wilder la Roma în 1998. A creat, de asemenea, dansurile din filmul Ghepardul al lui Luchino Visconti și din numeroase filme ale lui Franco Zeffirelli: Romeo și Julieta (1967), Isus din Nazaret (1976), Traviata (1982), Otello (1986), Il giovane Toscanini (1988). El a predat Istoria dansului timp de treizeci de ani, din 1963, la Academia Națională de Dans din Roma.
El este fondatorul și directorul artistic al Premio Positano pentru arta dansului, unul dintre cele mai vechi și mai importante din Italia, inaugurat în august 1969 și dedicat din 1979 memoriei lui Léonide Massine. Este președinte din 1969 al Premio Porselli “Una vita per la Danza”, precum și cofondator și director al Centrului de Documentare și Cercetare în domeniul dansului din Torino.
Din 1963, la invitația Jiei Ruskaya, pe atunci directoare a Academiei Naționale de Dans din Roma, a îndeplinit pentru treizeci de ani funcția de conferențiar la Catedra de Istoria dansului.
Istoric și critic de balet, de la fondarea sa, al cotidianului La Repubblica, a colaborat la elaborarea secțiunilor de dans și de balet a principalelor enciclopedii și dicționare italiene și străine (Enciclopedia dello Spettacolo, Treccani, Larousse). A publicat articole și eseuri în programele teatrale și reviste de specialitate (Balletto Oggi, Danza & Danza, Tutto Danza, Coréographie), autor a numeroase publicații pe acest subiect și a cărții Lezioni di Storia della Danza (2003). A fost președintele juriului și director artistic al Concursurilor internaționale de Dans de la Perugia și Caltanissetta. Face parte din Comisia de spectacole a Ministerului Patrimoniului și Activităților Culturale în secțiunea Dans.
Printre numeroasele premii obținute, a fost distins cu Premiul Gino Tani pentru critică de dans în 1991, cu Targa d'Argento de președintele Republicii în 2002 și cu Premiul Guido Lauri pentru întreaga carieră în anul 2011.

## Coregrafii principale
- 1965 - Histoire du soldat
- 1978 - La Morte e la Fanciulla
- 1980 - Gli Uccelli
- 1981 - Dansatie
- 1982 - A due con ironia
- 1983 - Il tempo ritrovato
- 1983 - Stelle di carta
- 1985 - Le tre dee
- 1987 - La notte della musica
- 1993 - Carmina Burana

## Scrieri
- Discorso sulla danza e sul balletto, Roma, 1970; 2ª ed. 1977; 3ª ed. 1981
- Ricordo di Sergej de Diaghilev, Milano, 1972
- Su Bejart, in “Nuova Rivista Musicale Italiana”, 1977
- Giselle, Roma, 1980
- Romeo e Giulietta, Roma, 1980
- Lettere sulla danza di J.-G. Noverre (a cura di), Roma, 1980
- Don Chisciotte, Roma, 1982
- I grandi balletti, Roma, 1991
- Storia della Danza e del Balletto, Roma, 1994, nuova ed. 2005
- Cento grandi balletti, Roma, 1999, 2ª ed. 2006
- Lezioni di Storia della Danza, Roma, 2003
- Memoria di un testimone. Torino e la Danza. Preistoria, storia, tempo presente della nobile arte nei ricordi di un danzatore torinese, Rieti, 2005
- Positano e la Danza nel mondo, Roma, 2006
- Parole di Danza, Roma, 2006
- Nureyev a Positano. I luoghi della memoria, Caserta, 2006
- Sulla Danza - Memorie, Riflessioni - L'intelligenza del cuore, Editore M.Piretti, Bologna, 2013

(Volume colective)
- Il balletto del Novecento, Roma, 1983
- Romeo and Juliet dal testo alla scena, conversazione tra Aurel Milloss, Alberto Testa e Marinella Guatterini, Università di Ferrara, 1986
- Cronologia dei balletti, in Storia del Teatro Regio di Torino, diretta da Alberto Basso, vol.V, Torino, 1988
- L'uomo e lo spettacolo (con Roberto Alonge, Gino Stefani), Roma, 1988